# Bamo
Bamo is een Duits historisch merk van motorfietsen.
De bedrijfsnaam was: Bautzener Motorradfabrik Stäubigen & Klingst, Bautzen
Bamo was een van de honderden Duitse merken die in 1923 insprongen op de behoefte aan goedkope en eenvoudige vervoermiddelen. Net als de concurrentie kocht de Bautzener Motorradfabrik daarvoor inbouwmotoren om de kosten van de ontwikkeling van een eigen aandrijfeenheid te besparen. In dit geval leverde men motorfietsen met 148- en 173cc-DKW motoren.
Dergelijke kleine merken konden geen dealernetwerk opbouwen en moesten klandizie in de eigen regio zien te vinden. Met belangrijke steden als Dresden en Zittau vlakbij waren er tientallen van deze kleine fabriekjes in de buurt. Bamo moest dan ook - net als ruim 150 andere Duitse merken - in 1925 de productie staken.